# Pseudidothea scutata
Pseudidothea scutata is een pissebed uit de familie Pseudidotheidae. De wetenschappelijke naam van de soort is voor het eerst geldig gepubliceerd in 1957 door Sheppard.